# Georg Firnhaber von Eberstein gen. Jordis
Georg Christian Rudolph Freiherr Firnhaber von Eberstein gen. Jordis (* 27. Dezember 1797 in Frankfurt am Main; † 27. Dezember 1848 ebenda) war ein deutscher Gutsbesitzer und Abgeordneter.
Firnhaber von Eberstein war der Sohn des Frankfurter Bankiers und Geheimen Legationsrates Johann Heinrich Jordis (1757–1803) und dessen Ehefrau Antoinette Elisabeth Rahel geborene Firnhaber von Eberstein (1772–1808).
Firnhaber von Eberstein, der evangelischer Konfession war, heiratete am 30. September 1826 in Frankfurt am Main Karoline Sophie Claudine Brentano (* 30. September 1805 in Frankfurt am Main; † 13. März 1876 ebenda). Sie war die älteste Tochter des Kaufmanns und Gutsbesitzers in Rödelheim, Georg Brentano, und der Marie Schröder, und eine Nichte Clemens Brentanos. Die Ehe blieb kinderlos.

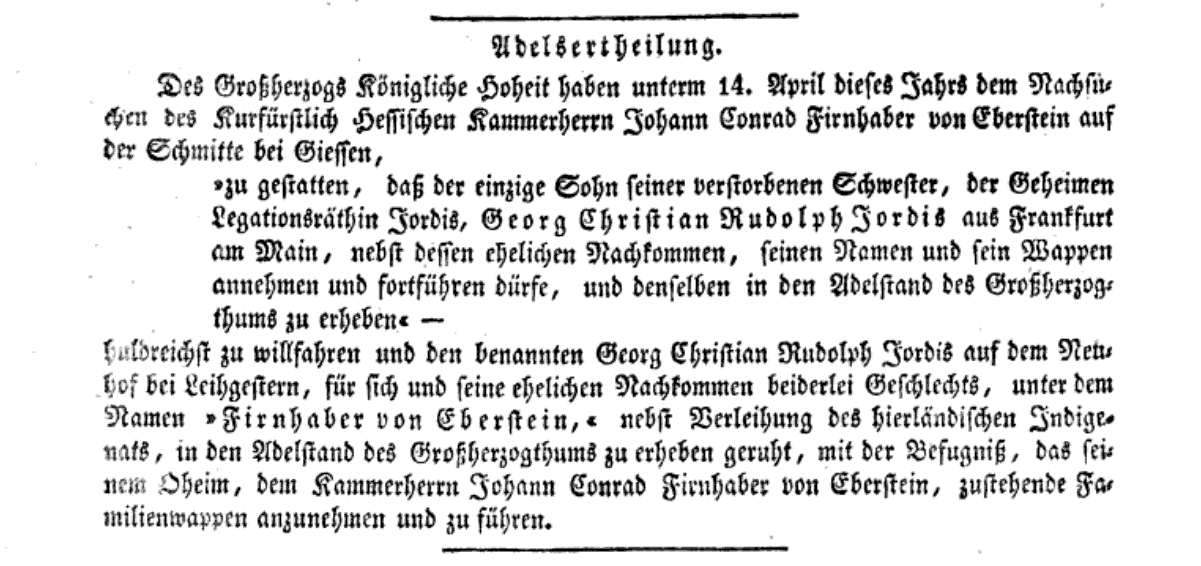
Adelserteilung

Johann Conrad Firnhaber von Eberstein (1776–1849) war sein Onkel. Von ihm übernahm Georg per Adoption mit großherzoglich hessischer Genehmigung am 14. April 1826 den Adelstitel als „Firnhaber von Eberstein gen. Jordis“. Allerdings starb der Neffe noch vor dem Onkel kinderlos.
Firnhaber von Eberstein war Bürger und Partikulier in Frankfurt am Main sowie seit 1809 Gutsbesitzer auf dem Neuhof bei Leihgestern, Kreis Gießen. 1831–1848 war er Präsident des Landwirtschaftlichen Vereins für die Provinz Oberhessen.
1847–1848 war er gewähltes Mitglied des grundherrlichen Adels der Zweiten Kammer des Landtags des Großherzogtums Hessen. Sein Nachfolger in der Kammer war Wilhelm Freiherr von Willich genannt von Pöllnitz. Er gehörte dem Vorparlament an.

## Wappen

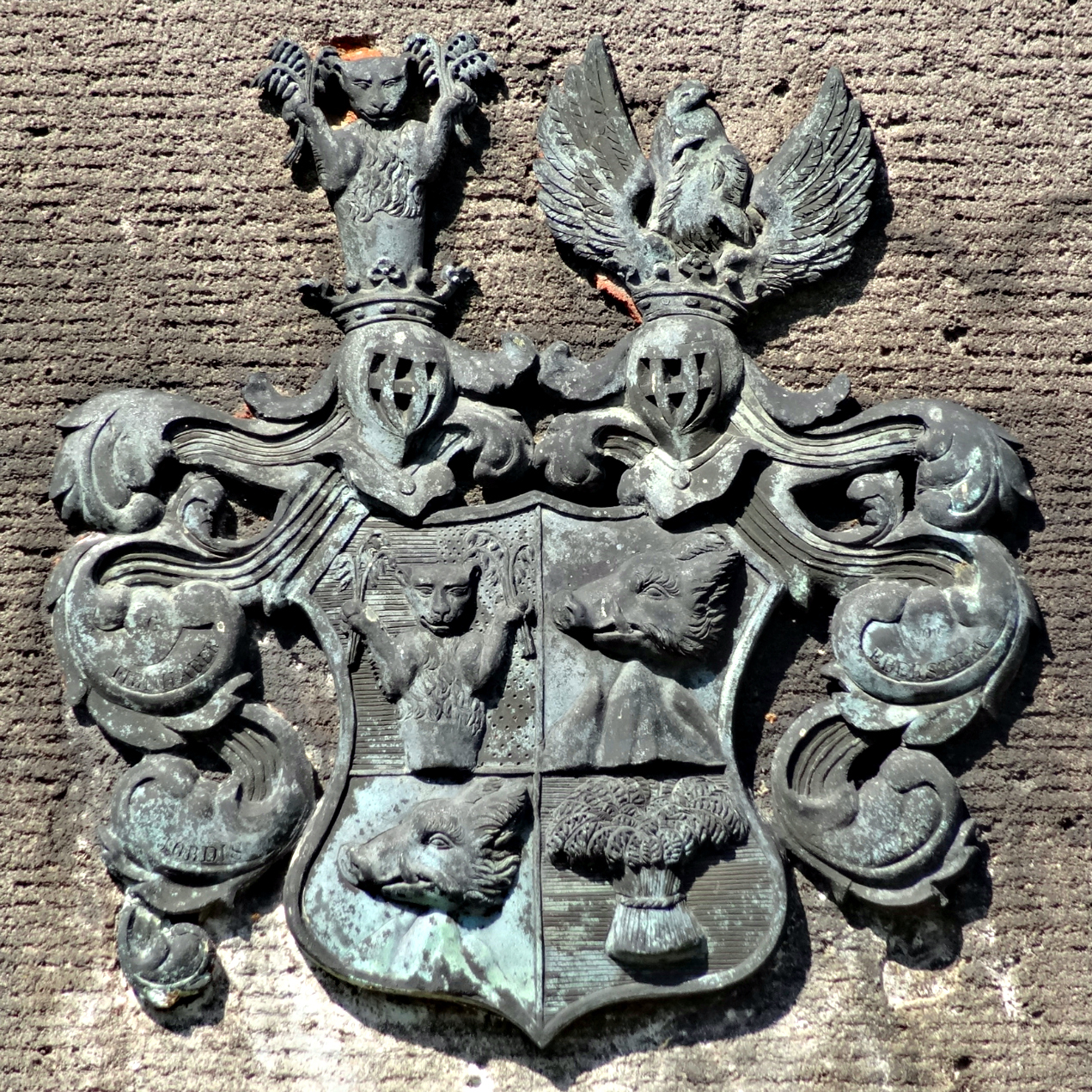
Wappen am Gut Neuhof, Inschrift: „G Firnhaber Jordis von Eberstein 1845“

Text und Blasonierung nach Siebmacher (1856)

„Firnhaber, von Eberstein, kamen 1685 aus Wertheim nach Frankfurt und sind 1755 mit dem Prädikat »von Eberstein« geadelt worden. 1849 ist das Geschlecht im Mannsstamme erloschen.
Wappen: Geviert. 1 von Blau und Gold gespalten mit einem wachsendem, vorwärtsgekehrten Löwen, der in jeder Pranke drei Ähren (Haferhalme) hält. 4. in Blau eine goldene Garbe. 2 und 3 auf rotem Dreiberg liegend ein Eberkopf. Zwei Helme: I. die Figur des 1. Feldes. II der Eberkopf zwischen offenem Flug. Decken: rechts blau, gold, links silbern“